# Simone Bentivoglio
Simone Bentivoglio (Pinerolo, 29 mei 1985) is een Italiaanse voetballer.
Vanaf het seizoen 2007-2008 speelt hij in de selectie van Chievo Verona. Daarvoor speelde hij bij Mantova.
Kort na zijn eerste wedstrijd in de Serie A tekende Bentivolgio op 5 september 2008 een verbeterd contract bij Chievo, dat hem tot 2013 aan de club verbond.

## Erelijst
- Kampioen Serie B 2007-2008

## Wedstrijden
| Seizoen   | Club          | Land   | Competitie | Wedstrijden | Doelpunten |
| --------- | ------------- | ------ | ---------- | ----------- | ---------- |
| 2005-2007 | Mantova       | Italië | Serie B    | 41          | 0          |
| 2007 -    | Chievo Verona | Italië | Serie A    | 96          | 8          |
| Totaal    |               |        |            | 137         | 8          |